# Реал Сосиедад
Реал Сосиедад (на испански: Real Sociedad de Fútbol; произнесено [reˈal soθjeˈðað]) е испански футболен отбор от Сан Себастиан. Създаден е на 7 септември 1909 г. Играе мачовете си на „Аноета“, който е с капацитет 39 500 места.
Два пъти е бил шампион на Испания (1980/81 и 1981/82), трикратен носител на Купата на краля, веднъж печели и Суперкопа де Еспаня през 1982 г.
Отборът участва два пъти и в Шампионска лига, като през сезон 2003/04 достига до осминафиналите, където отпада от Лион.

## Успехи
Ла лига
- Шампион (2): 1980/81, 1981/82

Сегунда Дивисион
- Първо място (3): 1948/49, 1966/67, 2009/10

Купа на краля
- Носител (3): 1909, 1986/87, 2019/20

Суперкопа де Еспаня
- Носител (1): 1982

 Купа на УЕФА/Лига Европа:
- 1/8 финалист (1): 2024/25